# Thief (spil)
Thief er navnet på en serie computerspil oprindeligt udviklet af Looking Glass Studios. I spillene antager spilleren rollen som Garrett, der er listetyv i en fantasy/steampunk verden, og skal gennemføre missioner primært med list, lydløshed og omtanke. Selv om spillet indeholder visse kampelementer, er hovedvægten lagt på at spilleren skal bevæge sig lydløst og uset rundt, og således undgå fjenderne frem for at overvinde dem. 
Det første spil i serien, der hedder Thief: The Dark Project, udkom i 1998. Siden har tre spil fulgt efter: Thief II: The Metal Age fra 2000, Thief: Deadly Shadows fra 2004 og endelig Thief 4 (som ikke har nogen titel andet end 'Thief' ) fra 2014.
| computerspil | Spire Denne computerspilsrelaterede artikel er en spire som bør udbygges. Du er velkommen til at hjælpe Wikipedia ved at udvide den. |